# Mladen Lambulić
Mladen Lambulić (serb. cyr. Младен Ламбулић, ur. 9 lipca 1972 w Podgoricy) – czarnogórsko-serbski trener piłkarski i piłkarz grający na pozycji środkowego obrońcy. Od 28 maja 2022 jest pierwszym trenerem czarnogórskiego klubu OFK Petrovac.
W karierze piłkarskiej najbardziej kojarzony jest z ligą węgierską, a szczególnie ze stołecznym MTK, w którym występował przez 7,5 roku.